# Villecien
Villecien ist eine französische Gemeinde im Département Yonne (Region Bourgogne-Franche-Comté). Sie gehört zum Arrondissement Sens (bis 2017: Arrondissement Auxerre) und zum Kanton Joigny. Die Gemeinde hat 348 Einwohner (Stand: 1. Januar 2022).

## Geographie
Villecien liegt etwa 32 Kilometer nordwestlich von Auxerre an der Yonne. Umgeben wird Villecien von den Nachbargemeinden Villevallier im Norden, Joigny im Osten und Südosten, Saint-Aubin-sur-Yonne im Süden und Südosten sowie Cézy im Süden und Westen.

## Bevölkerungsentwicklung
| Jahr                       | 1962 | 1968 | 1975 | 1982 | 1990 | 1999 | 2006 | 2018 |
| -------------------------- | ---- | ---- | ---- | ---- | ---- | ---- | ---- | ---- |
| Einwohner                  | 242  | 230  | 199  | 234  | 243  | 337  | 410  | 392  |
| Quellen: Cassini und INSEE |      |      |      |      |      |      |      |      |

## Sehenswürdigkeiten
- Himmelfahrts-Kirche
- Schloss Le Fey, Monument historique

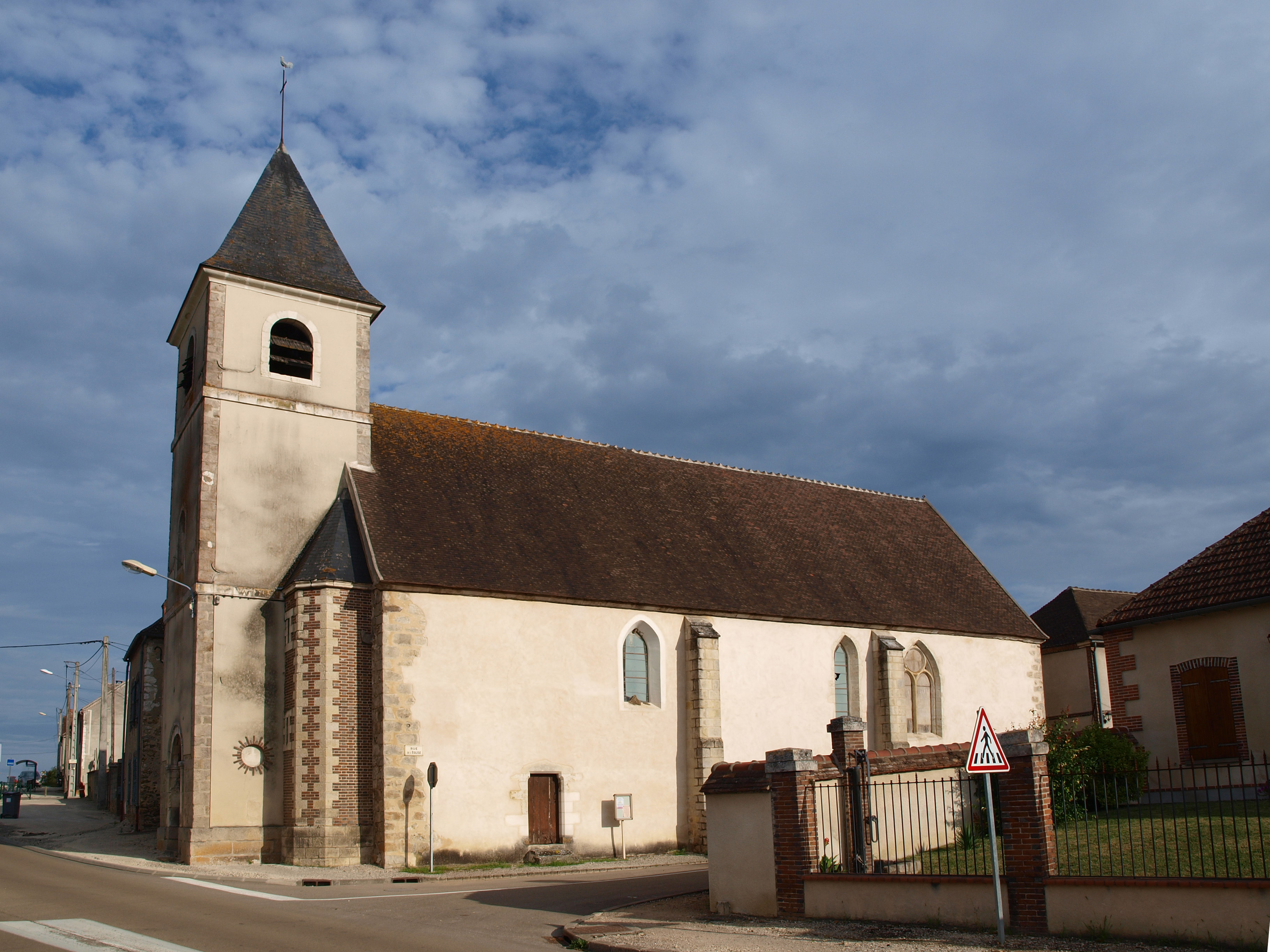
Himmelfahrts-Kirche
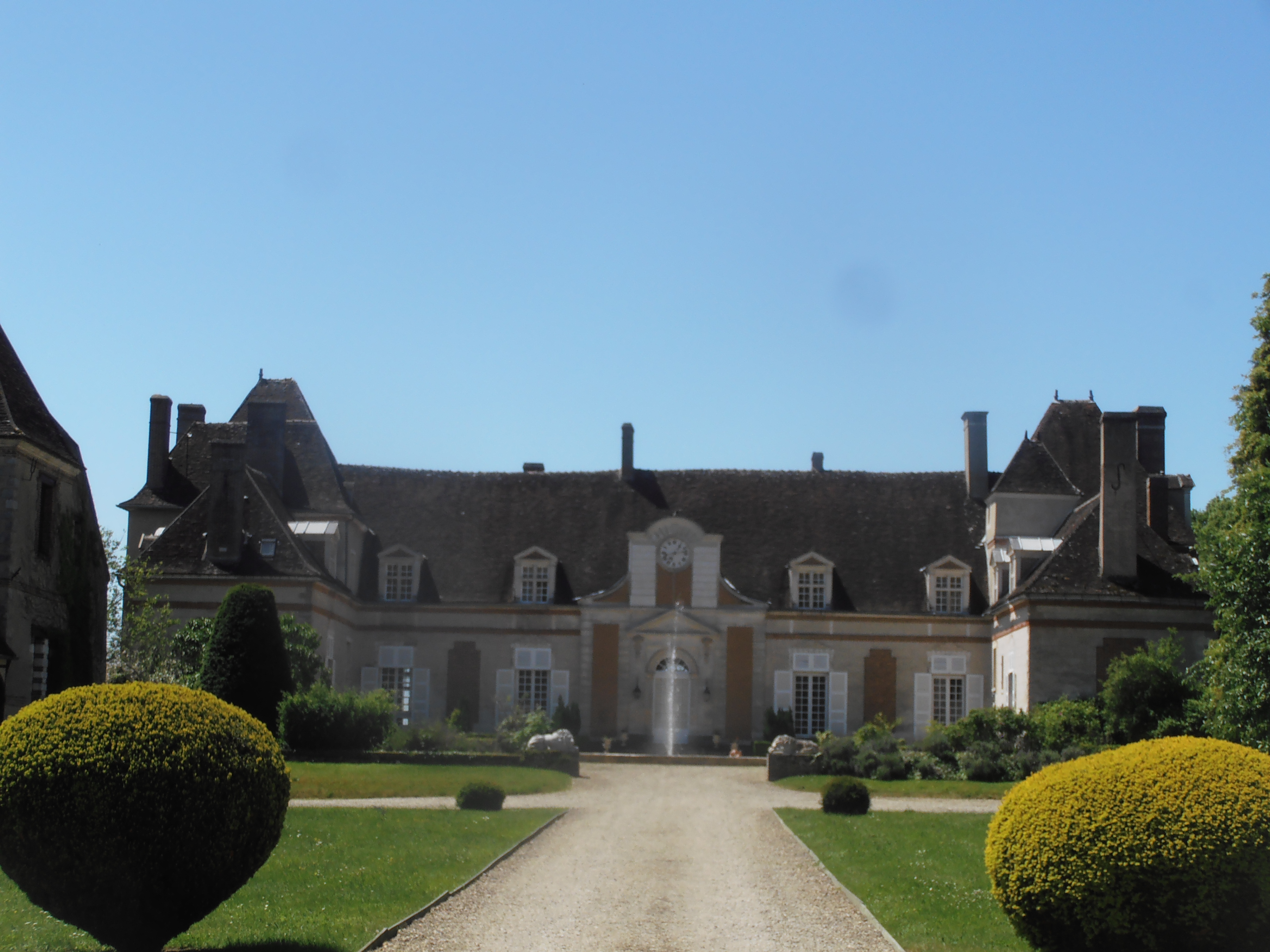
Schloss Le Fey